# John Forbes
John Forbes (17. července 1714, Menorca – 10. března 1796, Londýn, Anglie) byl britský admirál. Pocházel ze šlechtického rodu a u královského námořnictva sloužil od svých dvanácti let. Vynikl za války o rakouské dědictví v bitvě u Toulonu a již v roce 1747 dosáhl hodnosti kontradmirála. Ze zdravotních důvodů později na aktivní službu na moři rezignoval, ale dlouhodobě působil v námořní správě. Během sedmileté války byl povýšen na admirála (1758) a nakonec dosáhl nejvyšší hodnosti velkoadmirála (1781).

## Kariéra

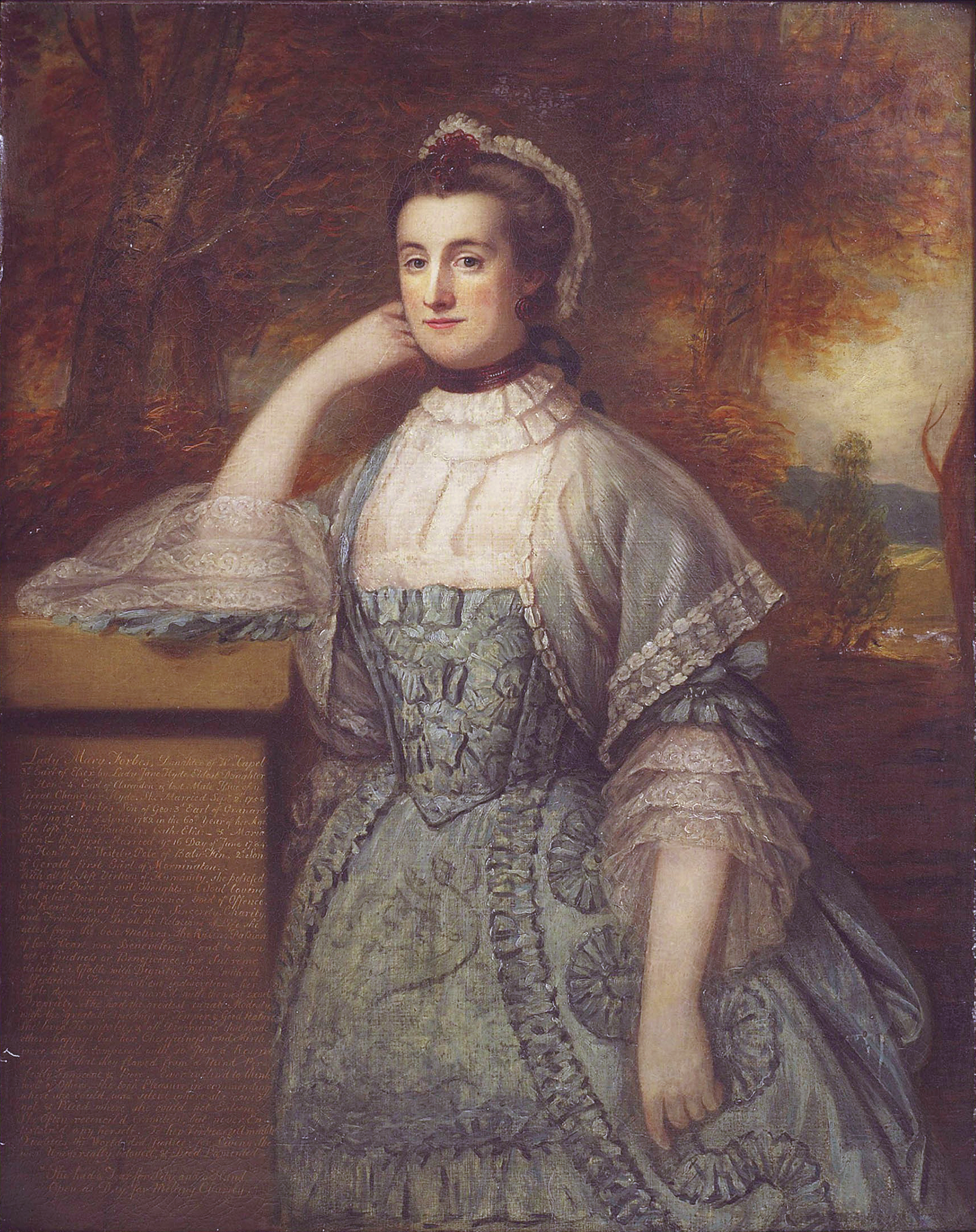
Mary Capel (1722–1782), dcera 3. hraběte z Essexu, manželka admirála Johna Forbese

Pocházel ze skotského šlechtického rodu usazeného v Irsku, narodil se jako mladší syn admirála a diplomata Georga Forbese, 3. hraběte z Granardu (1685–1765). Do námořnictva vstoupil v roce 1726 a sloužil pod svým strýcem admirálem Charlesem Stewartem (1681–1741), později pod admirálem Johnem Norrisem (1670–1749). V roce 1737 byl povýšen na kapitána a za války o rakouské dědictví vynikl v bitvě u Toulonu, po bitvě svědčil u válečného soudu s admirálem Lestockem. V roce 1747 dosáhl hodnosti kontradmirála a v letech 1749–1755 byl zástupcem vrchního velitele ve Středomoří (John Byng). V letech 1751–1768 byl poslancem irského parlamentu a v letech 1756–1763 lordem admirality. V této době již fakticky aktivně na moři nesloužil a ze zdravotních důvodů odmítl vrchní velení v Indii i nabídku na funkci guvernéra v New Yorku. V roce 1755 byl povýšen na viceadmirála a v roce 1757 byl členem soudu s admirálem Byngem. Jako jediný nesouhlasil s Byngovým odsouzením k trestu smrti, odstoupil z funkce lorda admirality, ale po změně vlády byl o dva měsíce později do admirality znovu povolán (do konce sedmileté války pak setrval na postu druhého námořního lorda, 1761–1763). V roce 1758 byl povýšen na admirála a po sedmileté válce obdržel čestnou hodnost generála námořnictva (1763). Nakonec v roce 1781 dosáhl nejvyšší hodnosti velkoadmirála (Admiral of the Fleet).
Jeho jméno nesou Forbesovy ostrovy (Forbes Islands) u břehů Austrálie.

## Rodina
Se svou manželkou Mary Capel (1722–1782), dcerou 3. hraběte z Essexu, měl dvě dcery. Starší Catherine (1760–1851) se provdala za 3. hraběte z Morningtonu, staršího bratra maršála Wellingtona. Mladší Mary (1765–1844) byla manželkou 3. hraběte z Clarendonu z rodu Villiersů.
Johnův starší bratr George Forbes, 4. hrabě z Granardu (1710–1769), byl před převzetím hraběcího titulu dlouholetým poslancem irského parlamentu, kromě toho sloužil v armádě a za sedmileté války dosáhl hodnosti generála.